# Союз-9
Союз-9 — пілотований космічний корабель серії «Союз». Здійснив рекордний за тривалістю автономний політ — 17 діб 16 годин 58 хвилин 55 секунд.

## Екіпаж
- Основний

Командир Ніколаєв Андріян Григорович
Бортінженер Севастьянов Віталій Іванович
- Дублерний

Командир Філіпченко Анатолій Васильович
Бортінженер Гречко Георгій Михайлович
- Резервний

Командир Лазарєв Василь Григорович
Бортінженер Яздовський Валерій Олександрович

## Політ
1 червня 1970 року в 19:00:00 UTC з космодрому Байконур запущено КК Союз-9 з екіпажем Ніколаєв, Севастьянов.
Під час польоту перевірявся довготривалий вплив мікрогравітації на організм людини, працездатність, раціон харчування.
Політ був підготовкою до планованих запусків довготривалих орбітальних станцій і польотів до Місяця.
19 червня в 11:58:55 UTC на 287 оберті КК Союз-9 здійснив успішну посадку.
Після посадки екіпаж відчув значні проблеми з адаптацією до нормальної земної гравітації, тому лікарі розробили нові методики тренувань космонавтів під час польоту для зменшення негативного впливу мікрогравітації. Ці методики використовуються і нині.